# Alaksiej Żyhałkowicz
Alaksiej Aliaksandrowicz Żyhałkowicz (biał. Аляксей Аляксандравіч Жыгалковіч; ur. 18 kwietnia 1996) – białoruski piosenkarz. Zwycięzca 5. Konkursu Piosenki Eurowizji Junior (2007).

## Kariera
W 2005 wystąpił na 48. Międzynarodowym Festiwalu Piosenki Dziecięcej Zecchino d’Oro, zdobywając za piosenkę „Lo zio Bé” nagrodę Srebrnego Cekina (Zecchino d'Argento) dla najlepszej piosenki zagranicznej.
W 2007 reprezentował Białoruś z utworem „S druzjami” w 5. Konkursie Piosenki Eurowizji Junior. W finale konkursu zajął pierwsze miejsce po zdobyciu 137 punktów.